# Casimir Wilhelm von Scholten
Casimir Wilhelm von Scholten (1752 – 1810) var guvernør på St. Thomas og St. Jan i to perioder. Første periode varede fra 1800 til den britiske besættelse startede 31. marts 1801 og han blev efterfulgt af briten John Clayton Cowell. Anden periode startede i 1803 og blev også denne gang afsluttet i forbindelse med en britisk besættelse af Dansk Vestindien i 1807.
Casimir Wilhelm von Scholten var gift med Catharina Elisabeth de Moldrup (1764 – 1804) og var far til Peter von Scholten, som blev Dansk Vestindiens generalguvernør og var den ansvarlige for afskaffelsen af slaveriet i Dansk Vestindien.
C.W. von Scholten var medlem af den danske frimurerloge St. Thomas til Enigheden som fandtes på St. Thomas. Han blev selv en kort overgang mester for denne loge. Oprindeligt var han optaget i den engelske loge Peace, Joy and brotherly Love No. 361 i Penryn i Cornwall på England. 
Market Square (Markedspladsen) i den østlige ende af Dronningensgade i Charlotte Amalie på St. Thomas hed oprindelig Casimir Square, opkaldt efter Casimir Wilhelm von Scholten.